# کریا (سرده)
کریا (نام علمی: Kerria japonica) نام یک گونه از تیره گلسرخیان است.
ترجمه نام معمولی این گیاه، گل رز ژاپنی یا کریای ژاپنی است. کریا درختچه‌ای خزان کننده از تیره نسترن Rosaceae بوده و بومی چین ، ژاپن و کره است. نام این گیاه به افتخار ویلیام کر، که رقم "Pleniflora" را معرفی کرد، نامگذاری شده است. کریا تنها گونه به نام Kerria japonica دارد که ارتفاعش به یک تا سه متر می‌رسد. ساقه‌های گیاه ضعیف و منحنی بوده که اغلب بر روی سایر گیاهان یا هر قیم دیگری تکیه می‌کنند. در طبیعت معمولا به طور انبوه در دامنه کوه رشد می‌کند. برگ‌ها متناوب، ساده، به طول سه تا ده سانتی متر، با حاشیه دندانه دار مضاعف یا دو اره‌ای هستند. رنگ گلها زرد طلایی بوده، دارای پنج تا تعداد زیادی گلبرگ (مضربی از پنج) و پنج کاسبرگ است. شاخه‌ها غالبا سبز رنگ هستند. میوه در کریا آکن خشک تک‌دانه به طول ۴/۵-۴ میلی متر است.